# Leungo Scotch
Leungo Scotch (28 febbraio 1996) è un velocista botswano.

## Palmarès
| Anno | Manifestazione               | Sede         | Evento        | Risultato  | Prestazione | Note                                     |
| ---- | ---------------------------- | ------------ | ------------- | ---------- | ----------- | ---------------------------------------- |
| 2014 | Mondiali juniores            | Eugene       | 400 m piani   | Batteria   | 47"31       |                                          |
| 2014 | Mondiali juniores            | Eugene       | 4×100 m       | Batteria   | 40"53       |                                          |
| 2014 | Mondiali juniores            | Eugene       | 4×400 m       | Finale     | dq          |                                          |
| 2015 | Campionati africani juniores | Addis Abeba  | 400 m piani   | Batteria   | 47"89       |                                          |
| 2015 | Campionati africani juniores | Addis Abeba  | 4×100 m       | Bronzo     | 40"95       |                                          |
| 2015 | Campionati africani juniores | Addis Abeba  | 4×400 m       | Oro        | 3'11"00     |                                          |
| 2018 | Campionati africani          | Asaba        | 400 m piani   | Semifinale | 47"32       |                                          |
| 2018 | Campionati africani          | Asaba        | 4×400 m       | Finale     | dnf         |                                          |
| 2019 | Giochi panafricani           | Rabat        | 400 m piani   | Oro        | 45"27       | Miglior prestazione personale            |
| 2019 | Giochi panafricani           | Rabat        | 4×400 m       | Oro        | 3'02"53     |                                          |
| 2019 | Mondiali                     | Doha         | 400 m piani   | Semifinale | 45"00       | Miglior prestazione personale            |
| 2019 | Mondiali                     | Doha         | 4×400 m       | Batteria   | dq          |                                          |
| 2021 | World Relays                 | Chorzów      | 4×400 m       | Bronzo     | 3'04"77     |                                          |
| 2021 | Giochi olimpici              | Tokyo        | 400 m piani   | Semifinale | 45"56       |                                          |
| 2022 | Campionati africani          | Saint-Pierre | 400 m piani   | 5º         | 46"14       |                                          |
| 2022 | Campionati africani          | Saint-Pierre | 4×400 m       | Oro        | 3'04"27     |                                          |
| 2022 | Mondiali                     | Eugene       | 4×400 m       | 6º         | 3'00"14     | Miglior prestazione personale stagionale |
| 2022 | Giochi del Commonwealth      | Birmingham   | 400 m piani   | Semifinale | 46"33       |                                          |
| 2022 | Giochi del Commonwealth      | Birmingham   | 4×400 m       | Argento    | 3'01"85     |                                          |
| 2023 | Mondiali                     | Budapest     | 400 m piani   | Semifinale | 45"96       |                                          |
| 2023 | Mondiali                     | Budapest     | 4×400 m       | Finale     | dq          |                                          |
| 2024 | Giochi panafricani           | Accra        | 4x400 m       | Argento    | 2'59"32     |                                          |
| 2024 | Giochi panafricani           | Accra        | 4x400 m mista | Argento    | 3'13"99     | Record nazionale                         |
| 2024 | World Relays                 | Nassau       | 4x400 m       | Oro        | 2'59"11     |                                          |
| 2024 | Campionati africani          | Douala       | 4x400 m       | Oro        | 3'02"23     |                                          |
| 2024 | Campionati africani          | Douala       | 4x400 m mista | Bronzo     | 3'15"93     |                                          |
| 2024 | Giochi olimpici              | Parigi       | 400 m piani   | Semifinale | 45"16       |                                          |
| 2025 | World Relays                 | Guangzhou    | 4x400 m       | Bronzo     | 2'58"27     |                                          |